# Walter Hungerbühler
Walter Hungerbühler (St. Gallen, 1930. augusztus 9. – St. Gallen, 2012. március 27.) svájci nemzetközi labdarúgó-játékvezető. Polgári foglalkozása biztosítási üzletkötő.

## Pályafutása

### Nemzeti játékvezetés
A játékvezetői vizsgát 1955-ben sikeresen letette, 1969-ben lett hazája legfelső szintű labdarúgó-bajnokságának játékvezetője. Az aktív nemzeti játékvezetéstől 1978-ban vonult vissza.

#### Nemzeti kupamérkőzések
Vezetett Kupa-döntők száma: 1.

##### Svájci Kupa
A Svájci Labdarúgó-szövetség JB szakmai felkészültségének elismeréseként megbízta a döntő találkozó koordinálásával.
| Időpont         | Helyszín               | Mérkőzés típusa      | Mérkőzés                            | Eredmény | Asszisztensek                  | Nézők száma |
| --------------- | ---------------------- | -------------------- | ----------------------------------- | -------- | ------------------------------ | ----------- |
| 1978. május 15. | Wankdorf Stadion, Bern | döntő első találkozó | Servette FC–Grasshopper Club Zürich | 2 : 2    | Alfred Bischof/Bernhard Ganter | 33 000      |

### Nemzetközi játékvezetés
A Svájci labdarúgó-szövetség Játékvezető Bizottsága (JB) terjesztette fel nemzetközi játékvezetőnek, a Nemzetközi Labdarúgó-szövetség (FIFA) 1972-től tartotta nyilván bírói keretében. Több nemzetek közötti válogatott és klubmérkőzést vezetett, vagy működő társának partbíróként segített. A svájci nemzetközi játékvezetők rangsorában, a világbajnokság-Európa-bajnokság sorrendjében többedmagával a 9. helyet foglalja el 5 találkozó szolgálatával. Az aktív nemzetközi játékvezetéstől 1978-ban búcsúzott. Válogatott mérkőzéseinek száma: 5

#### Világbajnokság
A világbajnoki döntőhöz vezető úton Argentínába a XI., az 1978-as labdarúgó-világbajnokságra a FIFA JB Afrikában, Ázsiában és Óceániában foglalkoztatta játékvezetőként.

##### Selejtező mérkőzés
| Időpont           | Helyszín                 | Mérkőzés típusa                   | Mérkőzés             | Eredmény |
| ----------------- | ------------------------ | --------------------------------- | -------------------- | -------- |
| 1977. január 9.   | Városi Stadion, Tunisz   | afrikai (CAF) zóna selejtező      | Tunézia–Marokkó      | 1 : 1    |
| 1977. március 13. | Központi Stadion, Doha   | ázsiai (AFC) zóna 4. csoport      | Katar–Bahrein        | 2 : 0    |
| 1977. július 10.  | Városi Stadion, Adelaide | Ázsia/Óceánia (AFC/OFC) zónadöntő | Ausztrália–Hong Kong | 3 : 0    |

#### Európa-bajnokság
Az európai-labdarúgó torna döntőjéhez vezető úton Jugoszláviába az V., az 1976-os labdarúgó-Európa-bajnokságra az UEFA JB játékvezetői szolgálattal bízta meg.

##### Selejtező mérkőzés
| Időpont           | Helyszín                 | Mérkőzés típusa           | Mérkőzés               | Eredmény | Nézők száma |
| ----------------- | ------------------------ | ------------------------- | ---------------------- | -------- | ----------- |
| 1975. október 15. | Maksimir Stadion, Zágráb | előselejtező (3. csoport) | Jugoszlávia–Svédország | 3 : 0    | 29 836      |

##### Európa-bajnoki mérkőzés
| Időpont          | Helyszín                 | Mérkőzés típusa | Mérkőzés              | Eredmény | Nézők száma |
| ---------------- | ------------------------ | --------------- | --------------------- | -------- | ----------- |
| 1976. június 19. | Maksimir Stadion, Zágráb | bronz találkozó | Jugoszlávia–Hollandia | 3 : 2    | 6 766       |

## Magyar vonatkozás
| Időpont              | Helyszín             | Mérkőzés típusa           | Mérkőzés              | Eredmény | Nézők száma |
| -------------------- | -------------------- | ------------------------- | --------------------- | -------- | ----------- |
| 1974. szeptember 28. | Prater Stadion, Bécs | előselejtező (7. csoport) | Ausztria–Magyarország | 1 – 0    | 36 000      |

## Külső hivatkozások
- Walter Hungerbühler. World Referee. [2012. október 5-i dátummal az eredetiből archiválva]. (Hozzáférés: 2011. február 26.)
- Walter Hungerbühler. footballzz.com. (Hozzáférés: 2013. április 19.)
- Walter Hungerbühler. footballdatabase.eu. (Hozzáférés: 2011. február 26.)
- Walter Hungerbühler. scoreshelf.com. [2016. március 10-i dátummal az eredetiből archiválva]. (Hozzáférés: 2011. február 26.)
- Walter Hungerbühler. eu-football.info. (Hozzáférés: 2013. április 19.)

| Elődje: Ernest Guignet | Kupa döntő 1977–1978 | Utódja: Ernst Dörflinger |